# Ras Bir
Le ras Bir est un  cap du golfe d'Aden, sur le territoire de Djibouti, situé à moins de 9 kilomètres à l'est-nord-est de la ville d'Obock. Il marque l'extrémité orientale du golfe de Tadjoura.
Un phare de 60 mètres de hauteur a été construit sur le cap. C'est le plus haut d'Afrique de l'Est et le quatrième du continent.

## Historique
Un premier phare est mis en service dès 1886 au ras Bir, remplacé en 1915 puis 1952. Le phare actuel date de 2001.

## Technique
L'optique se situe à 74 mètres, elle émet deux éclats de lumière blanche toutes les 10 secondes : éclat 0.5s - obscurité 2s - éclat 0.5s - obscurité 7s. Sa portée est de 20 milles marins (environ 37 km).